# Cap de Formentor
Il Cap de Formentor è un promontorio che si trova nel punto più settentrionale dell'isola di Maiorca, in Spagna, dove termina la Sierra de Tramontana, il cui Paesaggio culturale è stato dichiarato Patrimonio dell'umanità dell'UNESCO.
Il suo punto più alto, Fumat, si trova a 384 metri sul livello del mare.

## Storia
Nel 1863 sul Cap de Formentor venne inaugurato l'omonimo faro, la cui costruzione fu molto complessa per via della posizione del promontorio che era accessibile solo dal mare o tramite una lunga mulattiera.
Dopo la morte del celebre poeta maiorchino Miquel Costa i Llobera, proprietario della penisola di Cap de Formentor, la proprietà fu divisa in lotti e venduta.